# عجام السني (ردفان)

تعديل مصدري - تعديل

عجام السني هي إحدى قرى عزلة الحبيلين بمديرية ردفان التابعة لمحافظة لحج، بلغ تعداد سكانها 222 نسمة حسب تعداد اليمن لعام 2004.